# Valérie Pécresse

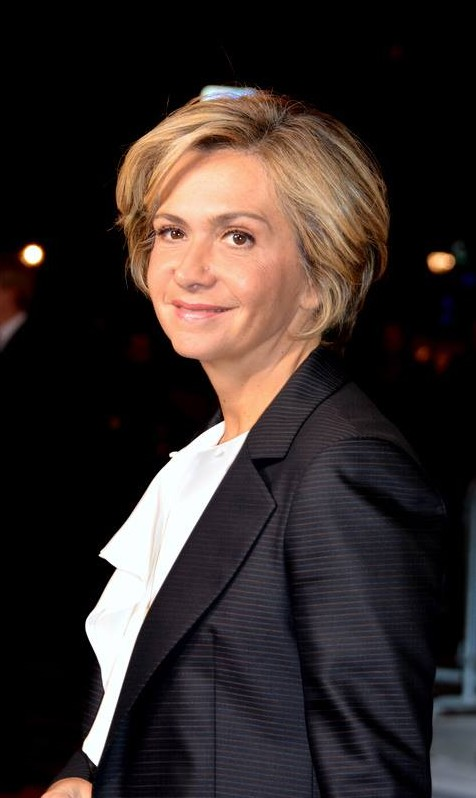
Valérie Pécresse

Valérie Anne Émilie Roux (Neuilly-sur-Seine, 14 juli 1967) is een Franse politica. Ze is voor Les Républicains president van de regio Île-de-France.

## Levensloop
Ze is de dochter van Dominique Roux en Catherine Bertagna. Haar vader was voorzitter van de Groep Bolloré Telecom. Ze trouwde met Jerôme Pécresse, voorzitter van Alstom Renewable Power. Ze kregen drie kinderen.
Na middelbare studies aan de privéschool Sainte-Marie de Neuilly, behaalde ze haar baccalaureaat toen ze zestien was.
In 1988 behaalde ze haar diploma aan de Hautes Études Commerciales (HEC) in Parijs. Ze studeerde aan de École nationale d'administration (promotie 1992).
Ze werd benoemd in de Conseil d'État en doorliep er het traditionele curriculum. Ze nam ontslag in 2015.
Van 1992 tot 1998 doceerde ze grondwettelijk recht aan het Institut d'études politiques in Parijs.
In 1997 werkte ze, bij de wetgevende verkiezingen, voor Jacques Chirac. Ze werkte vervolgens bij hem op het Élysée, tot in 2002.

## Politiek
Bij de wetgevende verkiezingen van 2002 werd ze verkozen tot parlementslid. Ze werd ook adjunct secretaris-generaal bij de UMP en woordvoerder.
In mei 2007, na de verkiezing van Nicolas Sarkozy tot president, werd ze minister voor Hoger Onderwijs en voor Onderzoek in de regering-Fillon, een functie die ze behield in de regering-Fillon II en III, terwijl ze ook herkozen werd als parlementslid. 
In juni 2011 werd ze minister voor het Budget en de Openbare Rekeningen, in opvolging van François Baroin die de opvolging nam van Christine Lagarde, terwijl ze zelf werd opgevolgd door Laurent Wauquiez.
In 2012 werd ze opnieuw parlementslid. Na een aantal verwikkelingen, veroorzaakt door de strijd François Fillon (die zij steunde) en Jean-François Copé, werd ze afgevaardigd secretaris-generaal voor de UMP.
In 2016 steunde ze Alain Juppé bij de voorverkiezingen binnen de UMP.
Ze nam ook deel aan regionale verkiezingen. In 2009 haalde ze het niet in de regio Île-de-France, waar de linkse lijst het haalde. In 2010 haalde ze het dan wel in het departement Yvelines.
In 2015 won ze de verkiezingen in de regio Île-de-France en werd voorzitter.
In 2017 richtte ze een eigen beweging op binnen Les Républicains, onder de naam Libres. Na ook al geen kandidaat te zijn geweest bij de parlementsverkiezingen van juni 2017, kondigde ze aan dat ze geen kandidaat was om partijvoorzitter te worden.

## Publicaties
- Être une femme politique… c'est pas si facile !, éditions de L'Archipel, 2007, ISBN 2-8418-7913-5 & ISBN 978-2-8418-7913-7.
- Mieux articuler vie familiale et professionnelle (rapport au Premier ministre), La Documentation française, 2007, ISBN 2-1100-6620-2 & ISBN 978-2-1100-6620-6.
- Et si on parlait de vous ?, Paris, éditions de L'Archipel, 2010, ISBN 978-2-8098-0233-7.
- Controverses. Université, science et progrès (samen met Axel Kahn), Parijs, éditions NIL, 2011, ISBN 978-2-84111-547-1.
- Après le bac, mode d'emploi, Paris, Plon, 2012.
- Voulez-vous vraiment sortir de la crise ?, Paris, Albin Michel, 2013 , ISBN 978-2-226-24856-5.